# Моисеев, Юрий Михайлович
Ю́рий Миха́йлович Моисе́ев (род. 2 сентября 1954 года, Алма-Ата, Казахская ССР, СССР) — советский и казахстанский альпинист, мастер спорта СССР международного класса (1988), заслуженный мастер спорта СССР (1990), дважды «Снежный барс».

## Биография
Военнослужащий.

Альпинизмом занимается с 1969 года (секция «Локомотив» при Алматинском техникуме железнодорожного транспорта; тренер: Бергман Станислав Петрович.
- 1979 — совершены первые высотные восхождения на:
  - пик Ленина (7134м) и
  - пик Коммунизма (7495м).
- 1980 — перешёл в секцию СКА-12 САВО; тренер: Ильинский Ерванд Тихонович.

### Заслуги
- 1984 — Мастер спорта СССР.
- 1984 — Выполнил звание «Снежный барс».
- Неоднократный чемпион и призёр Чемпионатов СССР по альпинизму.
- 1988 — Мастер спорта СССР международного класса.
- 1988 — Назван альпинистом номер один в десятке лучших альпинистов 1988 года.
- 1989 — Награждён медалью «За трудовое отличие».
- 1990 — Заслуженный мастер спорта СССР.
- Заслуженный тренер Казахстана по альпинизму.

#### «Снежный барс»
Юрий Михайлович — дважды «Снежный барс».
В программе «Снежный барс» им было совершено:
- 9 восхождений на пик Ленина (7134м)
- 5 восхождений на пик Коммунизма (7495м)
- 3 восхождения на пик Е.Корженевской (7105м)
- 2 восхождения на пик Победы (7439м)
- 5 восхождений на пик Хан-Тенгри (7010м)

### Восхождения
1. 1982г — первопрохождение северной стены пика Победы (по доллару) 6б к/тр, 2-е место в чемпионате СССР
2. 1983г — первопрохождение, стена ТГУ 6 к/тр, юго-западный Памир, 2-е место в чемпионате СССР (высотно-технический класс).
3. 1983г — Зимнее восхождение п. Шхельда 5б кт.тр. (Кавказ) Член сборной команды СССР.
4. 1983г — п. Зиндон по центру С ст. 6б к/тр — 1-е место в чемпионате ВС СССР.
5. 1984г — первопрохождение, северная стена Восточной Победы — Главная — Западная Победа — 1-е место в чемпионате СССР.
6. 1985г — пик Хан-Тенгри (7010м) 6б кт.тр. Юго-Западный контрфорс.
7. 1985г — пик Кызыл-Аскер по С З стене 6 к/тр. первопрохождение.
8. 1986г — первое зимнее восхождение на пик Коммунизма.
9. 1986г — пик А.Блока по Зап. стене 6б к/тр — 4-е место чемпионат СССР (технический класс).
10. 1987г — п. Коммунизма по лев. ЮВ контрфорсу, пп. (рук. Г.Луняков)
11. 1988г — первое зимнее восхождение пик Ленина (7134 м.)
12. 1988г — первопрохождение, юго-западное ребро Дхаулагири (8167м) в альпийском стиле;
13. 1988г — северная стена п. Хан-Тенгри 6 к/тр. новый маршрут — 2-е место в чемпионате СССР (тренер, руководитель)
14. 1989г — пик Канченджанга (8586м) без кислорода.
15. 1990г — первое зимнее восхождение пик Победы (7439м) до 7100 м.
16. 1991г — первопрохождение, Западной стены Дхаулагири (8167м) — рук. 1-й группы.
17. 1992г — первое зимнее восхождение на пик Хан-Тенгри (7010м);
18. 1992г — восхождение на пик Хан-Тенгри в качестве гида с японскими альпинистами;
19. 1992г — Эверест (8848м) по восточному гребню до 8500 м. (спасательные работы японских альпинистов)
20. 1995г — зимнее восхождение на пик Манаслу (8163м)
21. 1996г — пик Чо-Ойю (8202 м.)
22. 1997г — Казахстанская экспедиция на Эверест (до 8300м)
23. 2000г — пик Мак-Кинли (6146м) Аляска, США
24. 2008г — Килиманджаро, Танзания, Африка.
25. 2009г — Аконкагуа (6982м) Аргентина, Южная Америка

Также в 1994 году совершил 17 успешных восхождений с иностранными экспедициями на пик Хан-Тенгри (инструктор-тренер).